# Condado de Cape Girardeau
O Condado de Cape Girardeau é um dos 114 condados do Estado americano de Missouri. A sede do condado é Jackson, e sua maior cidade é Jackson. O condado possui uma área de 1 518 km² (dos quais 20 km² estão cobertos por água), uma população de 68 693 habitantes, e uma densidade populacional de 46 hab/km² (segundo o censo nacional de 2000). O condado foi fundado em 1812.